# Katherine Johnson (Ruderin)
Katherine „Kate“ Johnson (* 18. Dezember 1978 in Portland, Oregon) ist eine ehemalige US-amerikanische Ruderin, die 2004 eine olympische Silbermedaille im Achter gewann.

## Sportliche Karriere
Katherine Johnson nahm 1995 und 1996 an den Junioren-Weltmeisterschaften teil, erreichte aber nicht das A-Finale. Bei den (inoffiziellen) U23-Weltmeisterschaften belegte sie 1997 den fünften Platz im Doppelvierer. 1998 gewann sie die Silbermedaille im Vierer ohne Steuerfrau, 1999 erhielt sie eine Bronzemedaille in der gleichen Bootsklasse. 
2001 ruderte die 1,77 m große Johnson im Achter bei den Weltmeisterschaften 2001 in der Erwachsenenklasse und belegte den vierten Platz. 2002 gewann der Achter den Titel bei den Weltmeisterschaften 2002 in Sevilla. 2003 siegte sie mit dem US-Achter bei den Ruder-Weltcup-Regatten in Mailand und München. Bei den Weltmeisterschaften 2003 belegte der Achter den fünften Platz.
2004 siegte der US-Achter bei den Weltcup-Regatten in München und Luzern. Bei den Olympischen Spielen in Athen traten Katherine Johnson, Samantha Magee, Megan Dirkmaat, Alison Cox, Anna Mickelson, Laurel Korholz, Caryn Davies, Lianne Nelson und Steuerfrau Mary Whipple im Achter an. Die Crew gewann ihren Vorlauf, im Finale erreichte sie als Zweite das Ziel, fast zwei Sekunden hinter den Rumäninnen und drei Zehntelsekunden vor den Niederländerinnen.